# Malinica ranjana
Malinica ranjana (лат. ) — вид жуков из семейства Монотомиды (Ризофагиды). Эндемик Индии.

## Описание
Мелкие жуки длиной около 5 мм. Ширина головы 0,9 мм, длина надкрылий 2,25 мм, длина усиков 0,9 мм. Форма тела узкая, вытянутая. Основная окраска тела коричневая. Формула лапок 5-5-5 у самок и 5-5-4 у самцов. Взрослые особи обнаружены под корой клён Кэмпбелла (Acer campbellii).